# かみつけの里博物館
かみつけの里博物館（かみつけのさとはくぶつかん）は、群馬県高崎市井出町の上毛野はにわの里公園に所在する歴史博物館である。国の史跡・保渡田古墳群や、群馬県下（上野国）の古墳等の遺跡について豊富な展示がある。キャッチコピーは『よみがえる5世紀の世界』。

## 概要
国の史跡・保渡田古墳群は、保渡田八幡塚古墳・二子山古墳・薬師塚古墳という3基の前方後円墳を中心とする大遺跡である。群馬県はこのほかにも、首長（豪族）居館である三ツ寺Ⅰ遺跡や北谷遺跡、集落遺跡の黒井峯遺跡、いわゆる小区画水田が広がる日高遺跡や御布呂遺跡、芦田貝戸遺跡などの、保存状態の良好な古墳時代遺跡が多数見つかっている。この要因となったのは、榛名山麓に出現した強力な王（首長）の存在と、古墳時代の間に浅間山・榛名山の大規模噴火が多発し、南東山麓の高崎市などの地域に大量のテフラが降下して古墳や集落、水田が埋もれたことに起因する。
当博物館は保渡田古墳群に隣接し、古墳群から出土した埴輪などの遺物をメインに展示する。他にも、三ツ寺Ⅰ遺跡についての展示や渡来系遺物、低地に広がっていた小区画水田についての展示を通して、1500年前の5世紀に榛名山麓に展開した首長の姿と古墳時代文化を詳しく解説する。
以下の9テーマのコーナーがある。
1. よみがえる5世紀
2. 王の館（三ツ寺Ⅰ遺跡）を探る
3. 王の姿を探る
4. 王の墓を探る
5. 広がる小区画水田
6. 火山灰に埋もれたムラ
7. 海の向こうからきた人たち
8. 埴輪に秘められた物語
9. 埴輪の人・動物・もの

また、毎月の歴史講座や夏休みに行われる子ども向けの古代体験のほか、秋に開催される「かみつけの里古墳祭り」などイベントも多数ある。
なお、新型コロナウイルス感染予防対策として2020年（令和2年）4月8日から5月25日の期間は閉館していた。6月現在は開館しているが、定期歴史講座「かみつけ塾」など一部イベントについては開催を延期している。

## 館内施設
- ミュージアムショップ
- ライブラリ
- 駐車場[6]

## 周辺施設
- 保渡田古墳群
- 八幡塚古墳石棺展示施設（古墳墳頂部）
- 体験棟・埴輪工房・埴輪窯
- 群馬県立土屋文明記念文学館